# West Little River
West Little River es un lugar designado por el censo ubicado en el condado de Miami-Dade en el estado estadounidense de Florida. En el Censo de 2010 tenía una población de 34.699 habitantes y una densidad poblacional de 2.889,85 personas por km².

## Geografía
West Little River se encuentra ubicado en las coordenadas 25°51′25″N 80°14′13″O / 25.85694, -80.23694. Según la Oficina del Censo de los Estados Unidos, West Little River tiene una superficie total de 12.01 km², de la cual 11.82 km² corresponden a tierra firme y (1.6%) 0.19 km² es agua.

## Demografía
Según el censo de 2010, había 34.699 personas residiendo en West Little River. La densidad de población era de 2.889,85 hab./km². De los 34.699 habitantes, West Little River estaba compuesto por el 42.73% blancos, el 49.28% eran afroamericanos, el 0.24% eran amerindios, el 0.16% eran asiáticos, el 0.03% eran isleños del Pacífico, el 4.85% eran de otras razas y el 2.72% pertenecían a dos o más razas. Del total de la población el 50.58% eran hispanos o latinos de cualquier raza.

## Gobierno
El Departamento de Policía de Miami-Dade gestiona la Northside District Station en West Little River.

## Educación

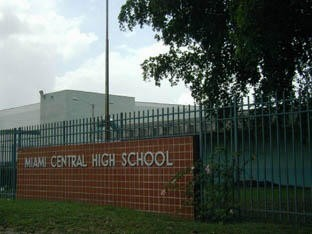
Escuela Secundaria Miami Central

Las Escuelas Públicas del Condado de Miami-Dade gestiona las escuelas públicas.
- Escuela Secundaria Miami Central[7]